# تاکوما ادامورا
تاکوما ادامورا (انگلیسی: Takuma Edamura؛ زادهٔ ۱۶ نوامبر ۱۹۸۶) بازیکن فوتبال اهل ژاپن است.
از باشگاه‌هایی که در آن بازی کرده‌است می‌توان به باشگاه فوتبال سرزو اوساکا، باشگاه فوتبال شیمیزو اس-پالس، باشگاه فوتبال ویسل کوبه، باشگاه فوتبال ناگویا گرامپوس، و باشگاه فوتبال شیمیزو اس-پالس اشاره کرد.